# Église Saint-Fructueux de Llo
L'église Saint-Fructueux de Llo (Sant Fructuós de Llo en catalan) est une église romane située à Llo en Cerdagne dans le département français des Pyrénées-Orientales en région Occitanie. 

## Historique
L'église de Llo est mentionnée pour la première fois dans l'« Acte de Consécration de la Cathédrale de la Seu d'Urgell » au Xe siècle sous le nom d'Allone.
L'édifice roman actuel date du XIIe siècle et fait l'objet d'un classement au titre des monuments historiques depuis le 3 août 1932.

## Architecture
L'église se compose d'une nef unique et d'un chevet semi-circulaire.
Dans l'ensemble, l'église est édifiée en pierre de taille : seules quelques parties sont édifiées en moellon, comme les chapelles latérales (plus tardives) et le sommet du clocher-mur.

### La façade occidentale
La façade occidentale est surmontée d'un clocher-mur à trois baies semblable à celui de l'église Saint-Romain de Caldégas, de l'église Saint-André d'Angoustrine et de la chapelle Notre-Dame-de-Belloc.

### Le portail
L'accès à l'église se fait par un superbe portail méridional encadré de colonnes en granit dont les chapiteaux en marbre ornés de motifs végétaux supportent une archivolte comportant quatre voussures. La première voussure est ornée d'un arc torique (boudin), la seconde d'une frise plissée, la troisième d'ornements sculptés similaires à ceux de la fenêtre absidiale tandis que la quatrième voussure est non ornée.

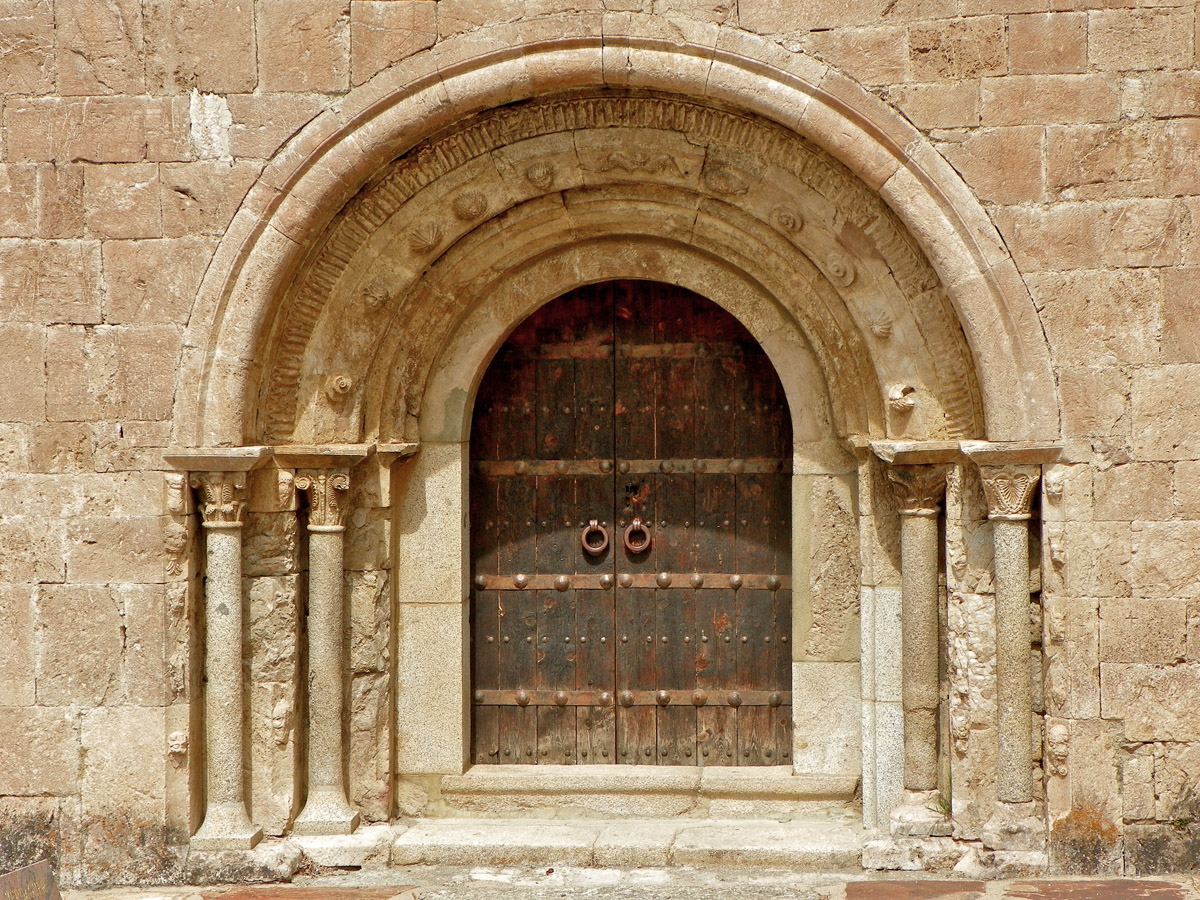
Le portail.
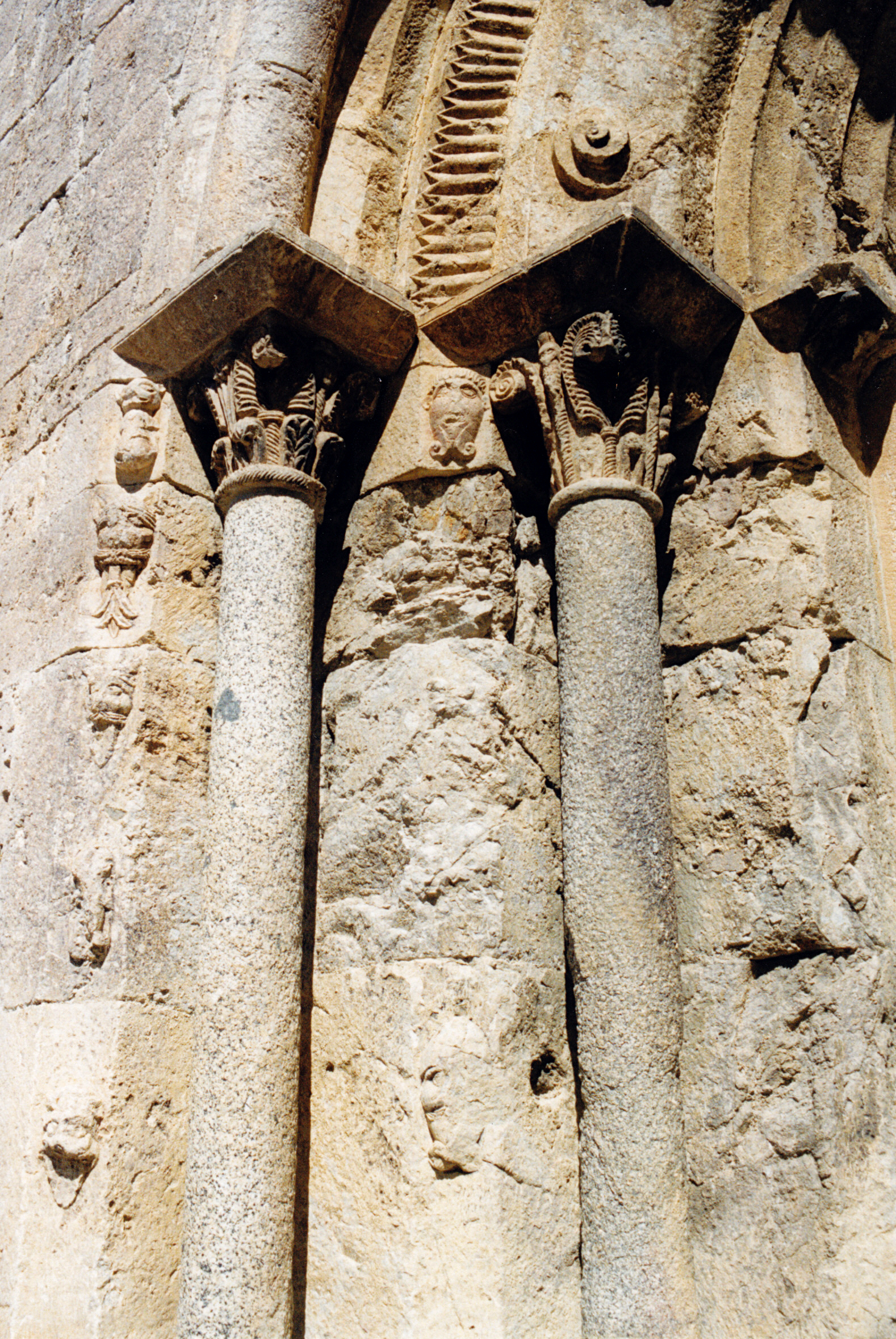
Colonnes du portail.
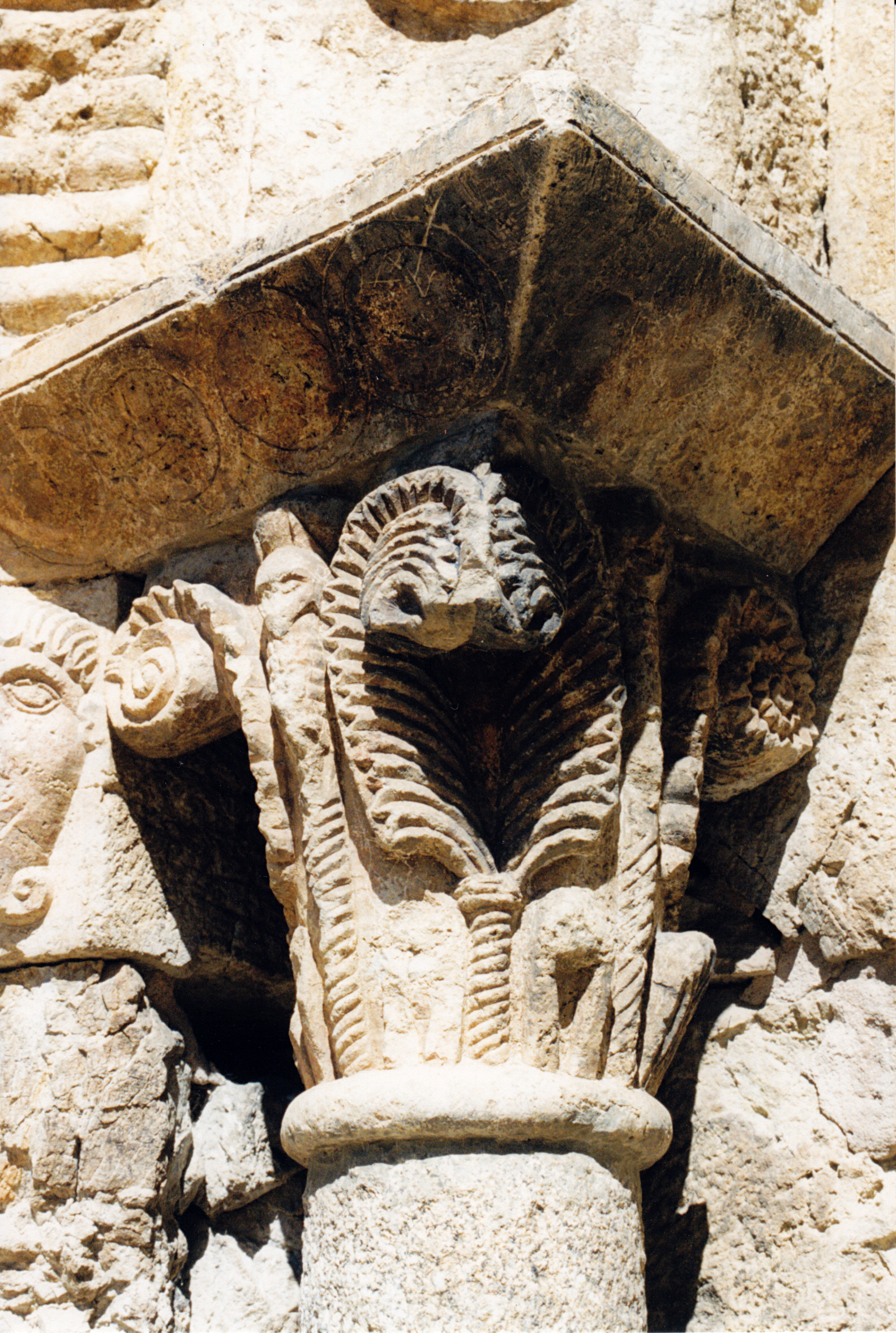
Chapiteau orné de palmettes.

### Le chevet
Le chevet est remarquable. Édifié en pierre de taille de très belle facture assemblée en grand appareil, il est surmonté d'une très belle frise de dents d'engrenage qui rappelle celles de Saint-Martin d'Hix et de Saint-Julien d'Estavar. Cette frise, surmontée d'une corniche biseautée, est supportée par de remarquables modillons sculptés représentant des animaux, des motifs géométriques…
La fenêtre absidiale à double ébrasement possède des claveaux biseautés présentant un décor exceptionnel de boules, d'animaux et de visages fantastiques.

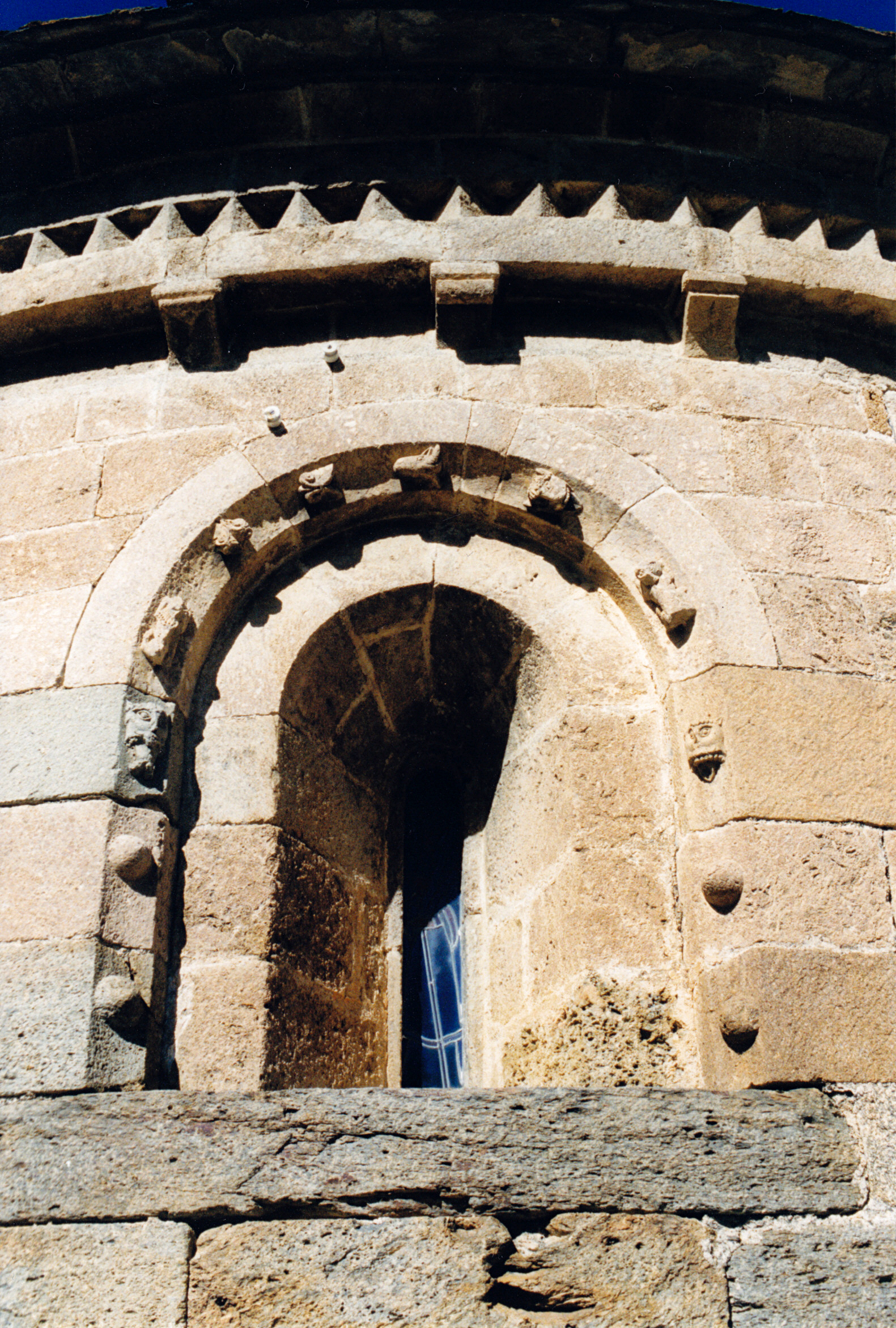
La fenêtre absidiale.
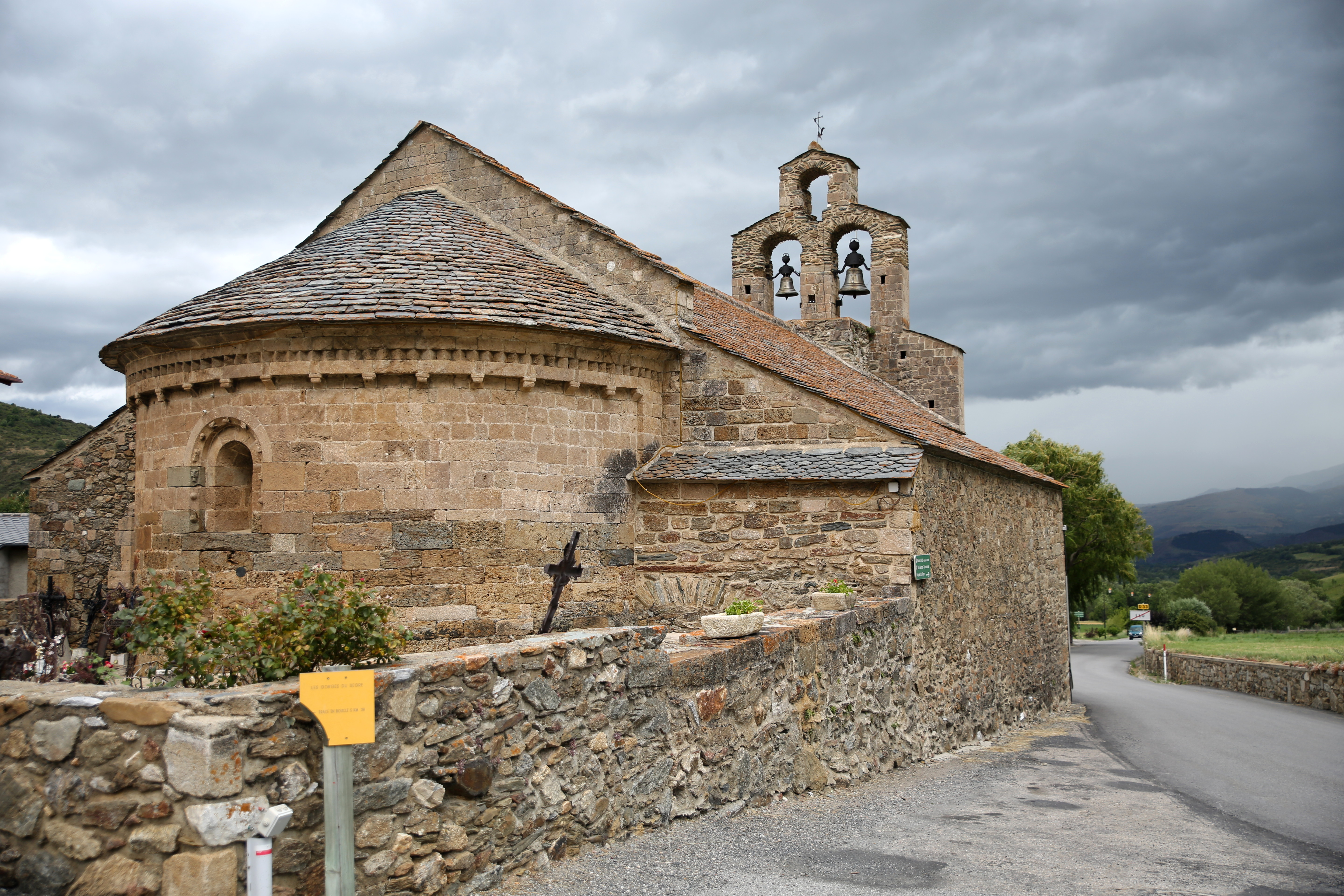
Vue d'ensemble du chevet.
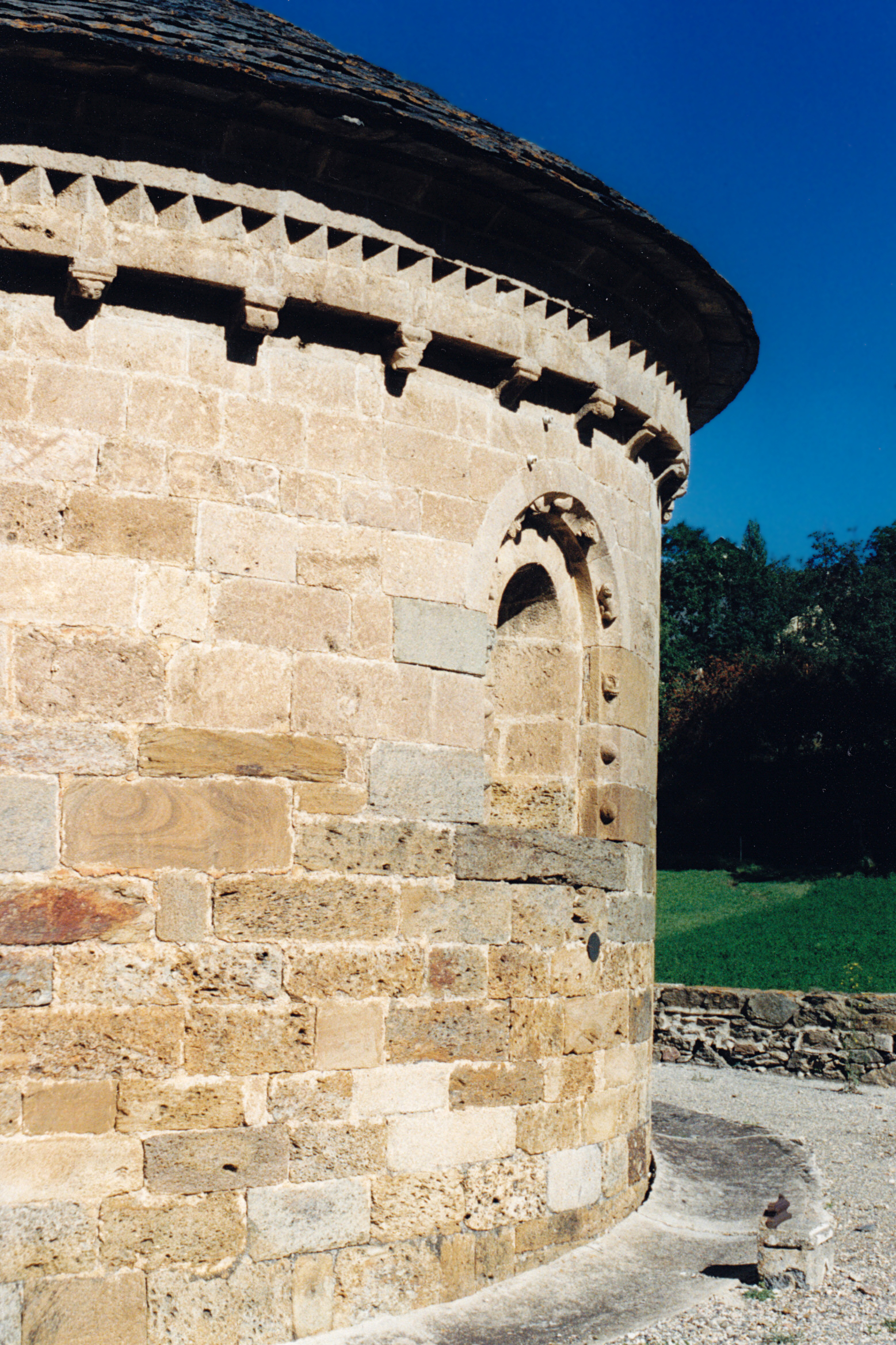
Ornementation du chevet.